# 레이철 코리
레이철 앨린 코리(영어: Rachel Aliene Corrie, 1979년 4월 10일 ~ 2003년 3월 16일)는 미국의 인권 운동가로, 2003년에 가자 지구에서 팔레스타인 거주지를 파괴하던 이스라엘 방위군에게 맨 몸으로 저항하다가 이스라엘 방위군의 불도저에 깔려 사망했다.

## 젊은 시절
1979년 4월 10일에 태어나, 미국 워싱턴주 올림피아에서 자랐다. 보험회사에 임원으로 근무하는 크레이그 코리와 신디 코리와 사이에서 태어난 세 아이 중 막내였다.
미국 워싱턴주 올림피아에 위치한 에버그린 대학에 다니고 있는 학생으로, 국제 연대 운동(Internationa Solidarity Movement)에 참가하며 왕성한 평화운동을 벌이다가, 1993년 1월 이스라엘군에 의해 고통받고 있는 팔레스타인인들을 돕겠다며 라파에 갔다.

## 사건경위
가자 지구 남부 라파 팔레스타인 난민촌에서 가옥들을 파괴하는 것을 보고 다른 동료들과 함께 팔레스타인 건물을 파괴하는 것을 막기 위한 활동을 하고 있었다.
국제 연대 운동 활동가들은 두 시간 동안 이스라엘 군과 충돌하고 있었고, 과정에서 레이철을 비롯한 활동가들은 이스라엘 군측에 자신들은 비부장 국제평화 운동가 들이라고 신분을 밝혔다. 불도저 운전자는 처음에는 불도저 앞에서 항의하던 레이철을 향해 모래와 무거운 금속 조각 등을 던지다가 결국 레이철을 바닥으로 밀어 붙인 뒤 몸 위로 불도저를 밀고 갔다. 당시 레이철은 줄무늬 반사띠를 두른 형광색 자켓을 입고 있었다.
불도저가 뒤로 물러나자 현장에 있던 국제 연대 운동 소속 활동가 7명이 레이철을 구출하기 위해 달려갔다. 라파 난민촌 아-나자르(A-Najar) 병원으로 구급차에 실려갔으나, 양팔과 다리, 두개골이 부서져 결국 사망했다.

## 증언

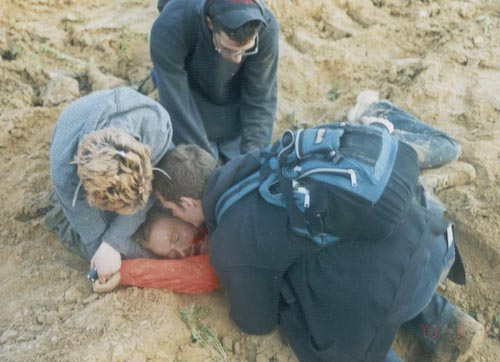
불도저에 짓밟힌 직후 동료들에 둘러싸인 레이철 코리

시카고의 그렉 쉬나벨은 “우리가 정지시키려 했을 때 레이철은 집 앞에 혼자 있었다. 불도저를 보고 멈추라고 소리치며 손을 흔들었다. 그녀가 밑으로 떨어지자 불도저가 계속 앞으로 전진했다. 우리는 정지, 정지라고 소리쳤으나, 불도저는 계속 앞으로 갔다.”라고 증언했다.

국제 연대 운동은 2003년 3월 17일 “레이철은 가옥을 파괴하고 있던 이스라엘 군 불도저(D9)에 의해 두 번 깔렸다. 목격자들은 불도저 운전자가 레이철을 분명히 보았으며, 레이철은 운전자를 자극할 만한 아무런 행동도 하지 않았다”고 성명서를 발표했다. “불도저가 멈추거나 비켜갈 것 같지 않자 레이철은 불도저 운전수가 자신이 있다는 것을 볼 수 있게 쓰레기더미 위로 올라갔다”며 “하지만 불도저 운전수는 계속 불도저를 몰아 쓰레기 더미 위로 레이철을 밀어붙였고 그가 보이지 않자 그녀를 깔아뭉갰다”고 말했다.

## 반응
이스라엘 방위군은 “매우 유감스러운 사건이며, 단지 갑작스런 사고일 뿐이며 불도저에 달린 창이 너무 작아 운전수가 충분한 시야를 확보하지 못했다. 시위대(평화운동가들)가 매우 무책임하게 행동해 모든 이들을 위험에 빠뜨리고 있다”고 주장했다.
미국 국무부는 애도를 표명한 뒤 “이스라엘 정부와 군에 즉각적이고 철저한 수사를 요구했다”고 밝혔다.
2003년 3월 17일 가자시 유엔사무소에서 있었던 코리의 장례식에는 팔레스타인인들과 외국인 2백 여명, 딸의 죽음을 듣고 라파로 날아온 코리의 부모가 참석했으며, 미국과 이스라엘 정부측에서 온 사람은 없었다.
장례식에 참석한 코리의 아버지인 크레이그 코리는 “신념을 갖고 살다 간 내 딸이 자랑스럽다”며 “그녀는 사랑과 의무감을 갖고 살았으며 스스로를 보호할 수 없는 사람들을 보호해주기 위해 살았다”고 말했다.

코리를 살해한 이스라엘 군인은 아무런 재판도 받지 않았다.

## 이메일

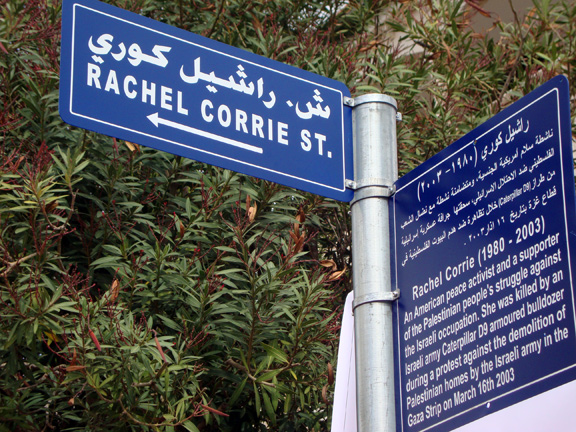
팔레스타인 라말라에 레이철 코리를 기려 이름붙인 지역

장례식에서 코리의 부모들은 라파에 머물던 코리가 2003년 2월 7일 자신들에게 보낸 이메일을 언론에 공개했다.
| “ | 엄마 아빠께 제가 팔레스타인에 온 지 2주하고 한 시간이 지났네요.(중략) / 여기 아이들은 포탄으로 뚫린 벽이 있는 집에 살면서 늘 이스라엘군들의 감시를 받고 있어요.(중략) / 우리는 국제 활동가 자격을 활용해 이 목소리들을 직접 미국에 전해야 한다고 생각해요.(중략) / 저는 매우 힘들 것이라 생각했던 과정을 통해 이제 막 배우기 시작했답니다. 모든 역경에 맞서 사람들을 조직해 저항하는 인간의 능력을. | ” |

## 기념 행사
코리의 사후 팔레스타인 라파에서 그라피티가 발견되었다.
레이철은 팔레스타인 사람의 피가 흐르는 미국인이다.(Rachel was an American citizen with Palestinian blood.)

## 문화 활동
레이철 코리에 헌정된 30곡 이상의 노래가 세계적으로 만들어졌다. 알래스카 작곡가 필립 문거는 2004년 〈하늘도 웁니다.(The Skies are Weeping)〉 제목의 칸타타를 작곡 알래스카 앵커리지 대학교에서 연주했다.
2005년 ~ 2006년 영국에서는 코리의 글과 이메일을 모아 연극 〈내 이름은 레이철 코리(My Name is Rachel Corrie)〉를 공연했다.

2009년 프랑스 벨기에에서 시몬느 베통 감독에 의해 다큐멘터리 영화(제목:Rachel)로 만들어졌다.

## 레이철 코리호
2007년 6월부터 시작된 이스라엘에 의한 가자 지구 봉쇄에 대항해서, 2008년 8월에 첫 구호선 운항을 시작하여, 41년 만에 처음으로 가자 항구에 국제선을 입항시킨, 옛 팔레스타인 인권기구와 활동가들의 연합 단체인 자유 가자 운동의 아홉 번째 항해인 “자유 함대”는, 2010년 5월 31일 이탈리아 몰다에서 15명의 인권운동가와 건축자재, 의약품, 교육장비, 휠체어 등의 구호품을 싣고 가자 지구를 향해 2차로 출발한 1,200톤급 아일랜드 국적 배를, 팔레스타인의 평화를 위해 온몸으로 저항하다가 숨진 레이철 코리를 기념하여 레이철 코리호로 불렀다.
이 배에 승선한 노벨 평화상 수상자 메어리드 코리건은 “이스라엘 군이 아마도 우리를 체포할 것이다”면서 “그러나 우리는 가만히 앉아있을 것”이라고 말했다. 2010년 6월 5일 이스라엘 군은 레이철 코리호를 공해상에서 나포해서 아쉬도드 항으로 압송했다.

## 같이 보기
- 가자 지구
- 팔레스타인
- 자유 가자 운동
- 국제 연대 운동